# تیم ملی فوتبال زنان جمهوری چک
تیم ملی فوتبال زنان جمهوری چک نمایندهٔ کشور جمهوری چک زنان در در ردهٔ ملی است.این تیم همکنون در رده‌بندی جهانی فیفای زنان رتبهٔ ۳۶ام را در اختیار دارد.در حال حاضر لوسی وونکووا که رای باشگاه بایرن مونیخ بازی می‌کند کاپیتان این تیم است.
تا سال ۲۰۰۳ حدود ۱۰٬۰۰۰ زن در جمهوری چک فوتبال بازی میکردند و ۹۵ باشگاه فوتبال در این کشور فعال بوده است و بهترین تیمهای باشگاهی این کشور در لیگ برتر فوتبال زنان جمهوری چک بازی می‌کنند.